# 세이브 더 라스트 댄스
세이브 더 라스트 댄스(Save The Last Dance)는 미국에서 제작된 토머스 카터 감독의 2001년 드라마 영화이다. 줄리아 스타일스 등이 주연으로 출연하였고 로버트 W. 코트 등이 제작에 참여하였다.

## 출연

### 주연
- 줄리아 스타일스
- 숀 패트릭 토마스

### 조연
- 케리 워싱턴
- 프레드로 스타르
- 테리 키니
- 비앙카 라슨
- 빈스 그린
- 갈란트 위트
- 엘리자베스 오스
- 아텔 그레이트
- 코리 스튜어트
- 제니퍼 엔글린
- 도로시 마틴
- 킴 트러스티

## 제작진
- 공동제작: 마리 캔틴
- 공동제작: 더글라스 커티스
- 미술: 폴 에즈
- 의상: 산드라 헤르난데즈
- 배역: 에이비 코프먼